# Cristian Brocchi
Cristian Brocchi  (* 30. Januar 1976 in Mailand) ist ein ehemaliger italienischer Fußballspieler und heutiger Fußballtrainer.

## Spielerkarriere

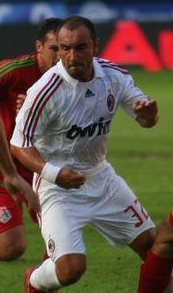
Cristian Brocchi (2007)

Cristian Brocchi startete seine Karriere beim in der Nähe von Mailand gelegenen AC Pro Sesto. Nach zwei Saisons wechselte er zum AC Lumezzane, wo er sofort zur Stammelf gehörte. Zur Saison 1997/98 wechselte Brocchi zum Traditionsverein Hellas Verona in die Serie B, auch hier konnte er sich auf Anhieb durchsetzen und in der ersten Saison konnte der Aufstieg in die Serie A gefeiert werden. Zur Saison 2000/01 wechselte Brocchi zu Inter Mailand, hier vermochte er sich jedoch nicht durchzusetzen, weshalb er nach nur einer Saison zum Stadtrivalen AC Mailand transferiert wurde. Bei den Rossoneri spielte er in der Folge vier Saisons, ohne sich jedoch nachhaltig durchsetzen zu können. Zur Saison 2005/06 wurde Brocchi dann an den Ligakonkurrenten AC Florenz ausgeliehen.
Zur Saison 2008/09 verließ er den AC Mailand und wechselte zu Lazio Rom. Die Römer bezahlten für ihn eine Ablöse von zwei Millionen Euro. Er sollte bei Lazio den zu West Ham United gewechselten Valon Behrami ersetzen.
Am 10. Mai 2013 gab Cristian Brocchi in einem gemeinsamen Statement mit Lazio Rom aufgrund von fortwährenden Verletzungen sein Karriereende bekannt.

### Nationalmannschaft
Am 15. November 2006 bestritt Cristian Brocchi unter Roberto Donadoni gegen die Türkei das einzige Länderspiel seiner Laufbahn.

## Trainerkarriere
Cristian Brocchi begann seine Trainerlaufbahn 2014 in der Jugendabteilung der AC Mailand. Am 13. April 2016 übernahm er als Interimstrainer die erste Mannschaft und wurde Nachfolger des entlassenen Siniša Mihajlović. Wie schon unter seinem Vorgänger gelang es den Mailändern auch unter Brocchi nicht, in der Liga konstant zu punkten. Von sechs Ligaspielen konnten sie nur zwei gewinnen. Dadurch verspielte die Mannschaft zum Saisonende den 6. Tabellenplatz und damit die Teilnahme an der Qualifikation zur UEFA Europa League. Zudem verlor man das Pokalfinale knapp mit 0:1 in der Verlängerung gegen Juventus Turin. Zum 1. Juli 2016 wurde Brocchi von Vincenzo Montella als Cheftrainer abgelöst.
Nur wenige Tage später wurde er als neuer Trainer des Zweitligisten Brescia Calcio vorgestellt. Unter seiner Leitung holte die Mannschaft in 30 Ligaspielen durchschnittlich nur 1,03 Punkte und rutschte nach einem guten Saisonstart in den Abstiegskampf ab. Anfang März 2017 wurde Brocchi daher bereits vorzeitig von seinem Amt entbunden.
Von Juni 2017 bis März 2018 gehörte er dem Trainerteam von Fabio Capello beim chinesischen Fußballverein Jiangsu FC an.
Ende Oktober 2018 übernahm Brocchi den Drittligisten SS Monza 1912, der im Juli 2019 in AC Monza umbenannt wurde. Nachdem der Verein unter Brocchi in der Spielzeit 2018/19 den Aufstieg in den Play-offs gegen Imolese Calcio noch verpasst hatte, gelang in der Saison 2019/20 als Drittligameister der Aufstieg in die Serie B. Der Aufsteiger beendete die folgende Zweitligasaison auf dem 3. Tabellenplatz und verpasste in den Play-offs gegen die AS Cittadella die Chance auf den Aufstieg in die Serie A. Im Anschluss lösten Brocchi und Monza Ende Mai 2021 im gegenseitigen Einvernehmen den Arbeitsvertrag auf.
Am 22. September 2021 wurde er als neuer Cheftrainer des Zweitligisten und Tabellenletzten L.R. Vicenza vorgestellt. Auch unter Brocchi konnte sich die Mannschaft nicht stabilisieren und gewann in 29 Ligaspielen nur sechs Mal. Dadurch endete Brocchis Zeit in Vicenza bereits im April 2022 vorzeitig.

## Erfolge

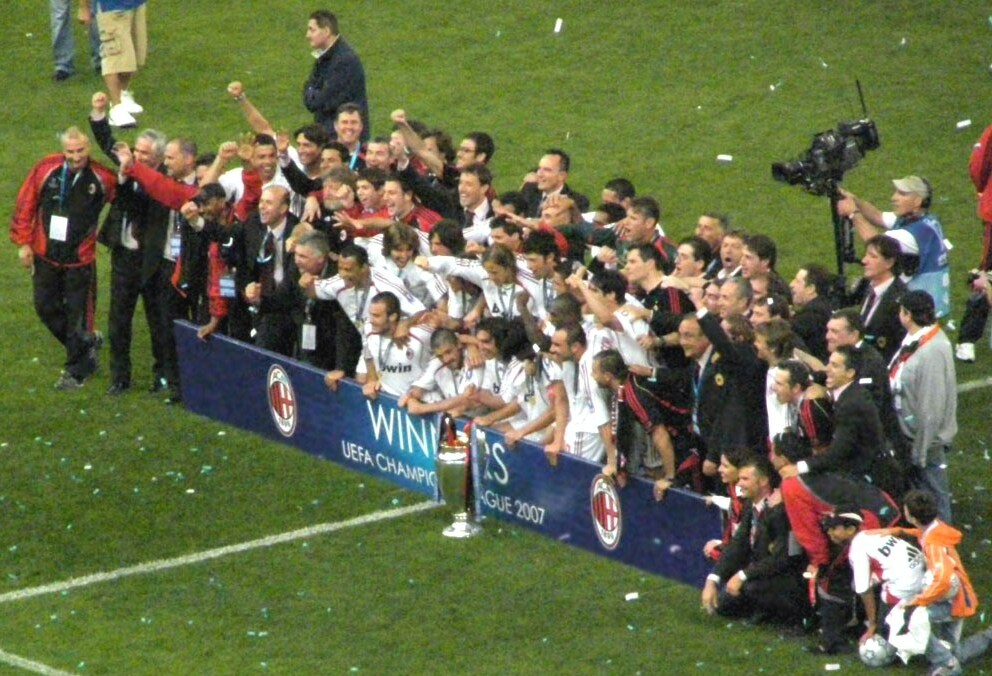
Champions-League-Sieger 2007 mit der AC Mailand.

### Spieler
- Italienische Meister: 2003/04 (AC Mailand)
- Italienischer Pokalsieger (2): 2008/09, 2012/13 (Lazio Rom)
- Italienischer Superpokalsieger (2): 2004 (AC Mailand), 2009 (Lazio Rom)
- Italienischer Zweitligameister: 1998/99 (Hellas Verona)
- UEFA-Champions-League-Sieger (2): 2003, 2007 (AC Mailand)
- UEFA-Super-Cup-Sieger (2): 2003, 2007 (AC Mailand)
- FIFA-Klub-Weltmeister: 2007 (AC Mailand)

### Trainer
- Italienischer Drittligameister: 2019/20 (AC Monza)